# Ruta Lee
Ruta Lee, nata Ruta Mary Kilmonis (Montréal, 30 maggio 1935), è un'attrice canadese con cittadinanza statunitense.

## Biografia
Ruta Mary Kilmonis nasce a Montréal il 30 maggio del 1935 da genitori di origine lituana, padre sarto e madre casalinga. Parla correntemente il lituano. La famiglia si sposta negli Stati Uniti nel 1948 e a Los Angeles la ragazza completa gli studi. Lavora come cassiera e venditrice di dolci presso il Grauman Chinese Theatre, ma viene licenziata per un ammanco di cassa di 40 dollari. Dopo alcune apparizioni in televisione e piccole parti a teatro, la grande occasione giunge con il musical Sette spose per sette fratelli (1954), grazie al quale ottiene ruoli in pellicole di diverso genere, non solo commedie musicali, come Testimone d'accusa (1957) e Vertigine (1958). Il successo le permette di partecipare a moltissime serie televisive come ospite speciale o ricorrente. Sposata dal 1976 con Webster B. Lowe Jr., non ha avuto figli. Si dedica per 50 anni al sostegno de "The Thalians", un'organizzazione di beneficenza che si occupa di sanità mentale ed oggi è un membro emerito.

## Filmografia parziale

### Cinema
- Sette spose per sette fratelli (Seven Brides for Seven Brothers), regia di Stanley Donen (1954)
- L'altalena di velluto rosso (The Girl in the Red Velvet Swing), regia di Richard Fleischer (1955)
- La freccia sulla croce (The Twinkle in God's Eye), regia di George Blair (1955)
- Gaby, regia di Curtis Bernhardt (1956)
- Cenerentola a Parigi (Funny Face), regia di Stanley Donen (1957)
- Testimone d'accusa (Witness for Prosecution), regia di Billy Wilder (1957)
- Vertigine (Marjorie Morningstar), regia di Irving Rapper (1958)
- Operazione Eichmann (Operation Eichmann), regia di R.G. Springsteen (1961)
- Tre contro tutti (Sergeants 3), regia di John Sturges (1962)
- Furia del West (The Gun Hawk), regia di Edward Ludwig (1963)
- Una pallottola per un fuorilegge (Bullet for a Badman), regia di R.G. Springsteen (1964)

### Televisione
- Alfred Hitchcock presenta (Alfred Hitchcock Presents) – serie TV, episodio 1x13 (1955)
- Scienza e fantasia (Science Fiction Theatre) – serie TV, episodio 1x28 (1955)
- Maverick – serie TV, 3 episodi (1957-1959)
- Rescue 8 – serie TV, episodio 1x05 (1958)
- The Gray Ghost – serie TV, episodio 1x33 (1958)
- Man with a Camera – serie TV, episodio 1x01 (1958)
- Sugarfoot – serie TV, episodi 1x13-3x03 (1958-1959)
- Indirizzo permanente (77 Sunset Strip) – serie TV, 5 episodi (1958-1964)
- Perry Mason – serie TV, 5 episodi (1958-1965)
- Peter Gunn – serie TV, episodio 1x22 (1959)
- The Restless Gun – serie TV, episodio 2x15 (1959)
- Johnny Staccato – serie TV, episodio 1x01 (1959)
- The Alaskans – serie TV, episodi 1x11-1x17 (1959-1960)
- Hawaiian Eye – serie TV, episodi 1x14-2x03-2x25 (1960-1961)
- Ispettore Dante (Dante) – serie TV, episodio 1x17 (1961)
- Michael Shayne – serie TV episodio 1x15 (1961)
- Carovana (Stagecoach West) – serie TV, episodi 1x32-1x38 (1961)
- Outlaws – serie TV, episodio 2x22 (1962)
- Gli uomini della prateria (Rawhide) – serie TV, episodio 5x10 (1962)
- The Dick Powell Show – serie TV, episodio 2x12 (1962)
- Ai confini della realtà (The Twilight Zone) – serie TV, episodio 5x11 (1963)
- Bonanza – serie TV, episodio 4x25 (1963)
- La legge del Far West (Temple Houston) – serie TV, episodio 1x13 (1963)
- Sotto accusa (Arrest and Trial) – serie TV, episodio 1x01 (1963)
- The Travels of Jaimie McPheeters – serie TV, episodio 1x21 (1964)
- Il virginiano (The Virginian) – serie TV, 2 episodi (1964)
- La legge di Burke (Burke's Law) – serie TV, episodi 1x29-2x15-3x08 (1964-1965)
- The Wackiest Ship in the Army – serie TV, episodio 1x07 (1965)
- Selvaggio west (The Wild Wild West) – serie TV, episodi 1x05-2x18 (1965-1967)
- Tre cuori in affitto (Three's Company) – serie TV, episodio 3x20 (1979)
- Benvenuti a "Le Dune" (Coming of Age) – serie TV, 15 episodi (1988-1989)
- La signora in giallo (Murder, She Wrote) – serie TV, episodio 7x06 (1990)

## Doppiatrici italiane
- Flaminia Jandolo in Una pallottola per un fuorilegge
- Micaela Giustiniani in Testimone d'accusa